# Kanton Crest-Nord
Der Kanton Crest-Nord war bis 2015 ein französischer Wahlkreis im Arrondissement Die, im Département Drôme und in der Region Rhône-Alpes; sein Hauptort war Crest.
Der Kanton Crest-Nord war 302,01 km² groß und hatte 14.785 Einwohner (Stand 1999).

## Gemeinden
Der Kanton bestand aus 15 Gemeinden:
| Gemeinde                | Einwohner | Fläche in Hektar |
| ----------------------- | --------- | ---------------- |
| Allex                   | 2009      | 2017             |
| Aouste-sur-Sye          | 1989      | 1798             |
| Beaufort-sur-Gervanne   | 312       | 948              |
| Cobonne                 | 130       | 1120             |
| Crest (nördlicher Teil) | 5541 (1)  | 1674 (1)         |
| Eurre                   | 1018      | 1805             |
| Gigors-et-Lozeron       | 156       | 3527             |
| Mirabel-et-Blacons      | 815       | 1748             |
| Montclar-sur-Gervanne   | 157       | 2963             |
| Montoison               | 1469      | 1611             |
| Omblèze                 | 66        | 4492             |
| Ourches                 | 215       | 923              |
| Plan-de-Baix            | 134       | 1939             |
| Suze                    | 226       | 1443             |
| Vaunaveys-la-Rochette   | 548       | 2593             |

(1) Die Angaben beziehen sich auf den Teil der Stadt, der zum Kanton gehörte.